# Forense
Forensen sind auswärtige Grundbesitzer und Gewerbetreibende, die durch Kommunalpolitik betroffen sind, obwohl sie weder Bürger noch Einwohner einer Kommune sind. Sie werden auch „Ausmärker“ genannt (als außerhalb der Gemeindegemarkung ansässige Beteiligte).

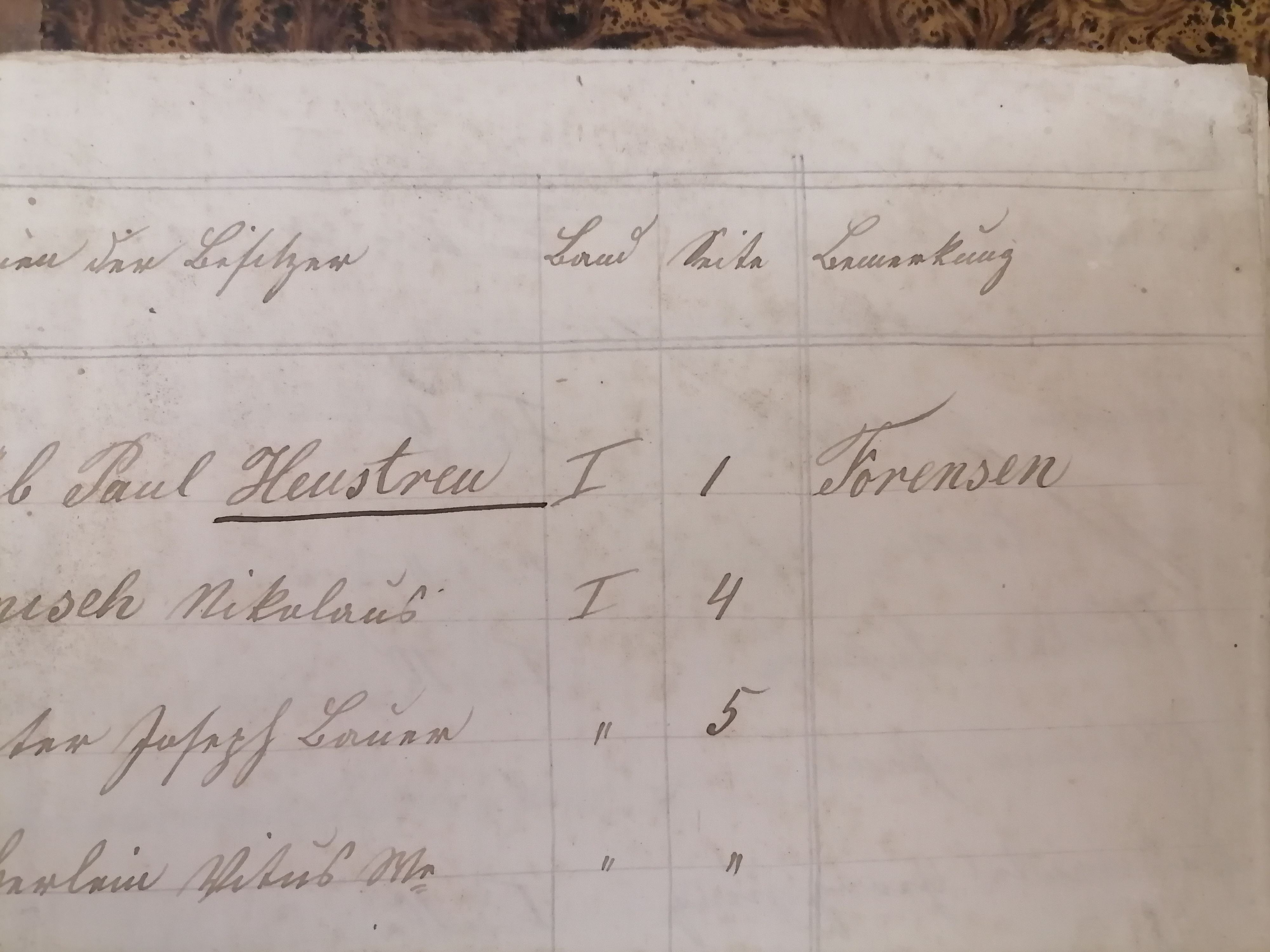
Der Begriff Forensen im Grundlagenbuch von Herschfeld (um 1890)

Der Begriff kommt im Bereich der Gemeindeordnung vor. Forensen tragen Lasten, die sich aus ihrer Zugehörigkeit zur Gemeinde ergeben (z. B. Gewerbesteuer) und sind im Gegenzug in gleicher Weise wie auch Einwohner befugt, öffentliche Einrichtungen der Gemeinde zu nutzen (vgl. z. B. § 30 Abs. 2 NKomVG, § 8 Abs. 3 GO NW). Art. 21 Abs. 3 der Gemeindeordnung für den Freistaat Bayern regelt: „Auswärts wohnende Personen haben für ihren Grundbesitz oder ihre gewerblichen Niederlassungen im Gemeindegebiet gegenüber der Gemeinde die gleichen Rechte und Pflichten wie ortsansässige Grundbesitzer und Gewerbetreibende.“
Sie haben in der Regel auch besondere Einwendungsrechte gegen den Haushaltssatzungsentwurf (vgl. § 80 Abs. 3 Satz 2 GO NW).